# カミーユ・フラマリオン
ニコラ・カミーユ・フラマリオン （Nicolas Camille Flammarion、フランマリオンとも。 1842年2月26日 - 1925年6月3日）は、フランスの天文学者・天文普及家・作家。フランス天文学会 (Société astronomique de France) を創設する一方で、天文学の普及に尽力し、一般向けの著書を多く発表した。1912年にはそれらが認められて、レジオンドヌール勲章を受勲した。
なお、書籍の出版・販売事業を手掛けるフラマリオン・グループの創設者エルネスト・フラマリオンは、弟に当たる。

## 生涯

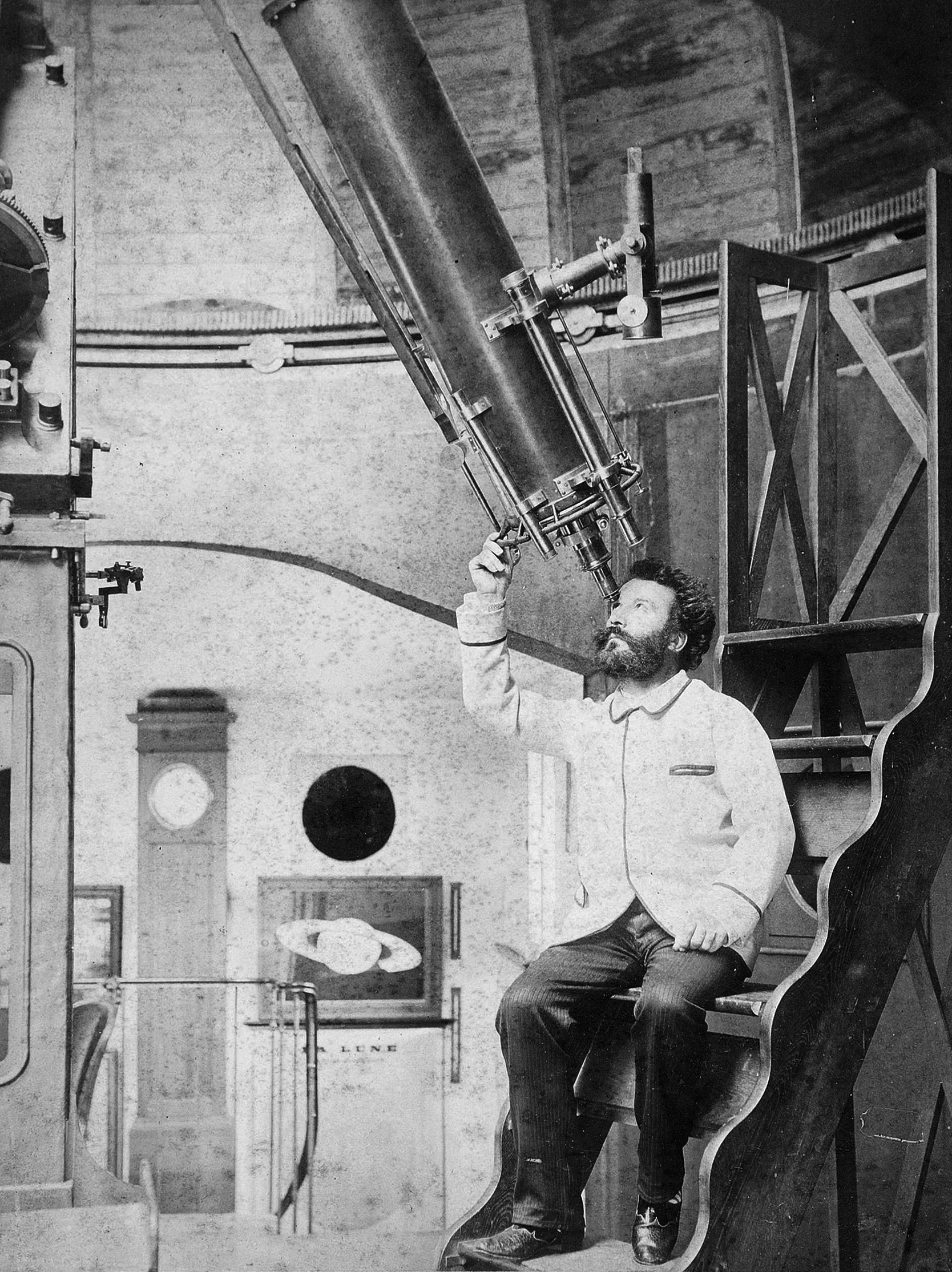
ニコラ・カミーユ・フラマリオン（1880年代中頃）

1842年にオート＝マルヌ県モンティニー＝ル＝ロワで生まれた。1858年にパリ天文台の共同研究者として、天文学者の第一歩を踏み出した。1883年にはジュイヴィー＝シュル＝オルジュ天文台を設立し、1887年に、フランス天文学会を創設した。学会では初代学会長として、月報の出版を主導した。
1892年には、『火星とその居住可能性の諸条件』を出版した。彼は、この中で、詳細な分析と観測に基づき、火星にはカナリと海があり、火星人が住んでいるとした。彼は、火星には地球人よりも優れた種族が生存しているという仮説も示していた。カナリは彼らが建設した人工的な灌漑（かんがい）施設、すなわち運河であると主張した。なお、現在、火星のクレーターには、彼の名が冠されたものがある（月にもある）。
1874年にシルヴィー・プチオーと結婚しているが、後に死別し、1919年には助手のガブリエル・ルノドと再婚した。1897年にジュール・ジャンサン賞受賞。1912年にレジオンドヌール勲章（オフィシエ）を受勲し、1922年にコマンドゥールに昇進した。1925年にジュイヴィー＝シュル＝オルジュで没した。

## 科学的な業績
フラマリオンは、諸惑星に対する太陽の影響や太陽系について研究をし、太陽の黒点は、その活動が活発な時に出現することを示した。
彼は、海王星の衛星トリトンと、木星の衛星アマルテアの名前を最初に思いついた人物でもあったが、それらが正式名称とされたのは、何十年も後のことであった。
ジュイヴィー＝シュル＝オルジュ天文台では、ウジェーヌ・アントニアディを採用し、彼とともに火星やその 「カナリ」 を研究した。
また、ハレー彗星にも注目しており、1910年5月19日に太陽と地球の間を通過、彗星の尾が地球にかかると予測されたことに関し、彗星の尾に有毒なガスが出ていると発表。「地球を包む結果として地球の人類に大なる危害を及ぼす恐れがある」（『東京朝日新聞』明治43年4月23日付）と国内外に警告した。

## 著作

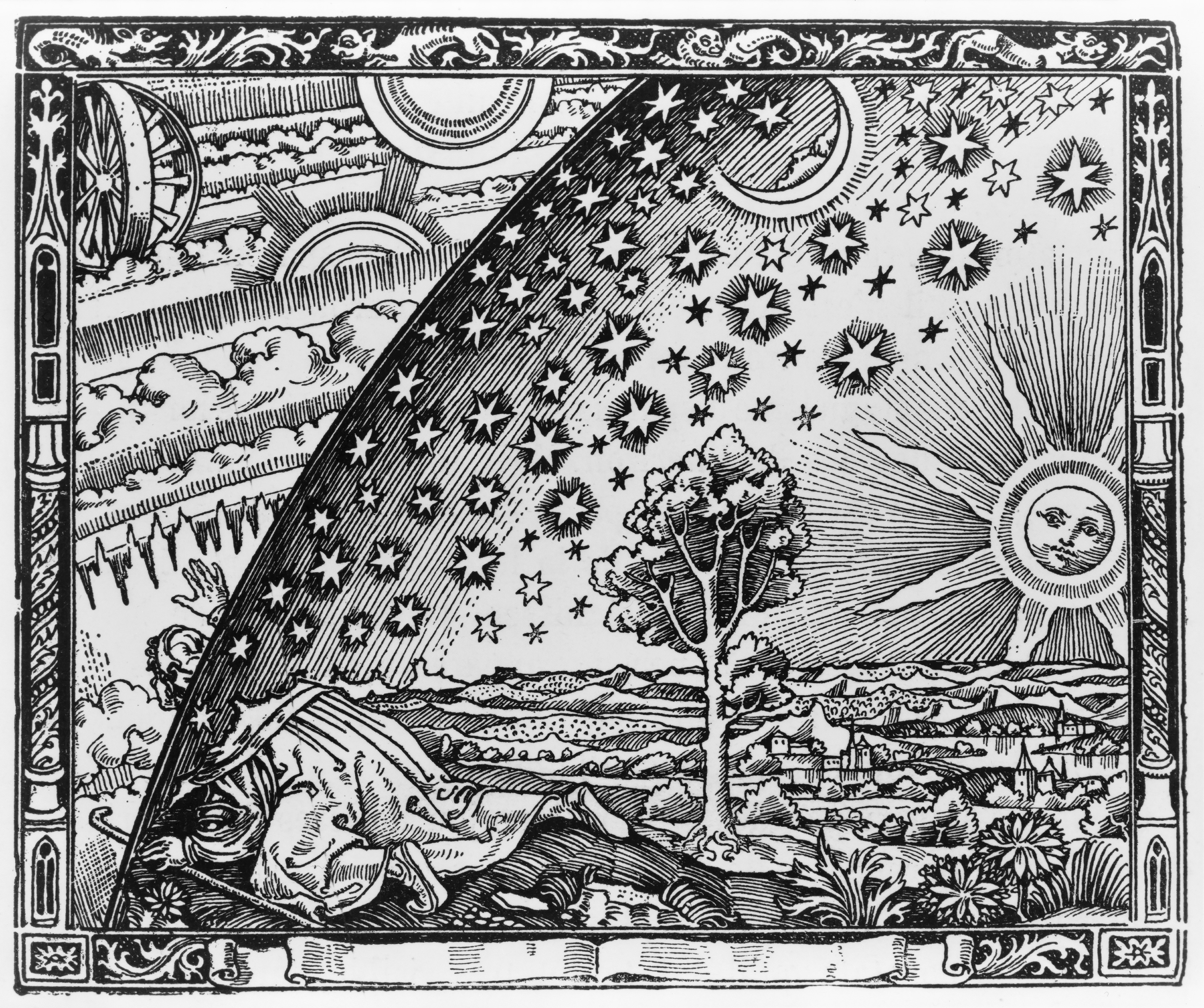
地球平面説を表す15～16世紀頃の木版画としてしばしば引用されるが、実は l'Atmosphère: météorologie populaire (1888) でフラマリオンが作製した挿し絵（地球平面説という神話も参照）

彼は、50冊にも及ぶ著書を発表した。そこには以下の作品が含まれる。
- La Pluralité des mondes habités (1862)
- Les Mondes imaginaires et les mondes réels (1865)
- Études et lectures sur l'astronomie (9 volumes, 1866-1880)
- Dieu dans la nature (1869)
- Contemplations scientifiques (1870)
- L'Atmosphère (1871)
- Récits de l'infini (1872)
- Lumen, histoire d'une comète (1872)
- Dans l'infini (1872)
- Les Terres du ciel (1877)
- Atlas céleste (1877)
- Cartes de la Lune et de la planète Mars (1878)
- Catalogue des étoiles doubles en mouvement (1878)
- Astronomie sidérale (1879)
- Astronomie populaire (1880, couronnée par le prix Montyon de l'Académie française)
- Le Monde avant la création de l'homme (1885)
- Les Comètes, les étoiles et les planètes (1886)
- L'atmosphère: météorologie populaire (1888)
- Uranie (1889)
- Centralisation et discussion de toutes les observations faites sur Mars (2 volumes, 1892-1902)
- La fin du monde (1894)
- Les Imperfections du calendrier (1901)
- Les Phénomènes de la foudre (1905)
- L'Atmosphère et les grands phénomènes de la nature (1905)
- L'Inconnu et les problèmes psychiques (1917)
- La Mort et son mystère (1917)

彼はまた、数えきれない論文を『天文学』誌をはじめとする様々な学術雑誌に寄稿した。

### 日本語訳
- 『科学小説 此世は如何にして終るか』高瀬毅訳、改造社、1923年4月11日。 - La fin du monde の訳。[※ 1]
- 『未知の世界へ』大沼十太郎訳、アルス、1924年。 - L'Inconnu et les problèmes psychiques の訳。
- 『死とその神秘』大沼十太郎訳、アルス、1925年6月10日。 - La Mort et son mystère の訳。[※ 2]
- 『星空遍路』武者金吉訳、文明協会、1927年。 - Rêves étoilés の訳。
  - 『天文科学 星空遍路』武者金吉訳、大勝館、1935年。